# 아토정
아토정(일본어: 阿東町)은 야마구치현 아부군에 있던 정이다.
2010년 1월 16일에 야마구치시에 편입해 폐지되었다.

## 지리
주고쿠 산지에 둘러싸인 산간의 복수의 취락으로 이루어져 있다. 정내를 아부 강이 관류하고 동해를 향해 흘러 들어간다. 해발 300m전후로 여름에도 시원하고 겨울철에는 야마구치 현내 굴지의 폭설 지대(별명：야마구치 현의 홋카이도)이며 정내에는 도쿠사가미네 스키장, 후나히라야마 스키장이 있다.

## 역사
- 1955년 4월 1일 - 아부 군의 5개 촌이 합병해 아토 정이 되었다.
- 2010년 1월 16일 - 야마구치 시에 편입 합병해 폐지되었다.

## 교통

### 철도
- 서일본 여객철도 야마구치 선

### 도로
- 국도 9호선
- 국도 315호선
- 국도 489호선